# Тројна антанта
Тројна антанта је био споразум о разумјевању Руске Империје, Француске Републике и Уједињеног Краљевства Велике Британије и Ирске, након потписивања Англо-руског савеза 30. августа 1907. године. Разумјевање између три силе, допуњено је споразумима са Јапаном и Португалијом, представљало је снажан противтег Тројном савезу Њемачког царства, Аустроугарске и Краљевине Италије, мада Италија није стала на страну Њемачке и Аустроугарске током Првог свјетског рата, него се придружила Силама Антанте (Лондонски споразум).
Историчари и даље воде полемику о значају система савеза у Великом рату. На почетку Првог свјетског рата 1914. године, све три земље Тројне антанте ушле су у рат као Савезнице против Централних сила, Њемачка и Аустроугарске.

## Поријекло

### Француска изолација
Русија је раније била члан Лиге три цара заједно са Њемачком и Аустроугарском, савез основан 1873. године између Александра II Николајевича, Франца Јозефа и Вилхелма I. Савез је био дио плана њемачког канцелара Ота фон Бизмарка који је за циљ имао изолацију француске дипломатије; плашио се да Француска има реваншистичке тежње и жељу да поврати своје губитке од 1871. године и да се бори против прогресивних осјећања која су конзервативним владарима била узнемирујућа, као што је Прва интернационала.
Међутим, Лига је била суочена са великим проблемима због растућих тензија између Русије и Аустроугарске. Ове тензије су углавном биле везане за Балкан гдје су се, са растом национализма и наставком урушавање Османског царства, водиле борбе за независност од Турске.